# Маикуту
Маикуту (фр. Maïkoutou) — деревня в Чаде, расположенная на территории региона Мандуль.

## Географическое положение
Деревня находится в южной части Чада, к югу от реки Гуму, вблизи границы с ЦАР, на высоте 378 метров над уровнем моря.
Населённый пункт расположен на расстоянии приблизительно 548 километров к юго-востоку от столицы страны Нджамены.

## Климат
Климат деревни характеризуется как тропический, с сухой зимой и дождливым летом (Aw в классификации климатов Кёппена). Среднегодовая температура воздуха составляет 26,4 °C. Средняя температура самого холодного месяца (декабря) составляет 24,4 °С, самого жаркого месяца (марте) — 29,1 °С. Расчётная многолетняя норма осадков — 1164 мм. В течение года количество осадков распределено неравномерно, основная их масса выпадает в период с апреля по октябрь. Наибольшее количество осадков выпадает в августе (264 мм).

## Транспорт
Ближайший аэропорт расположен в городе Моисала.